# Przywódcy Wietnamu Południowego

## Republika Kochinchiny (1 czerwca 1946 – 27 maja 1948)

### Prezydenci
| #   | Portret | Imię i nazwisko              | Kadencja            | Kadencja            | Partia polityczna                |
| #   | Portret | Imię i nazwisko              | Od                  | Do                  | Partia polityczna                |
| --- | ------- | ---------------------------- | ------------------- | ------------------- | -------------------------------- |
| 1   |         | Nguyễn Văn Thinh (1888–1946) | 26 marca 1946       | 10 listopada 1946†  | Indochińska Partia Demokratyczna |
| 2   |         | Nguyễn Văn Xuân (1892–1989)  | 15 listopada 1946   | 7 grudnia 1946      | wojskowy                         |
| 3   |         | Lê Văn Hoạch (1896–1978)     | 7 grudnia 1946      | 8 października 1947 | bezpartyjny                      |
| (2) |         | Nguyễn Văn Xuân (1892–1989)  | 8 października 1947 | 27 maja 1948        | wojskowy                         |

## Tymczasowy Rząd Centralny Wietnamu (27 maja 1948 – 14 czerwca 1949)

### Prezydent
| # | Portret | Imię i nazwisko             | Kadencja     | Kadencja        | Partia polityczna |
| # | Portret | Imię i nazwisko             | Od           | Do              | Partia polityczna |
| - | ------- | --------------------------- | ------------ | --------------- | ----------------- |
| 1 |         | Nguyễn Văn Xuân (1892–1989) | 27 maja 1948 | 14 czerwca 1949 | wojskowy          |

## Państwo Wietnamu (14 czerwca 1949 – 26 października 1955)

### Głowa państwa (wiet.: Quốc trưởng)
| # | Portret                                               | Imię i nazwisko           | Kadencja         | Kadencja             | Partia polityczna                         |
| # | Portret                                               | Imię i nazwisko           | Od               | Do                   | Partia polityczna                         |
| - | ----------------------------------------------------- | ------------------------- | ---------------- | -------------------- | ----------------------------------------- |
| 1 | A man with a thick beard wearing traditional clothing | Bảo Đại (1913–1997)       | 13 czerwca 1949  | 30 kwietnia 1955     | bezpartyjny                               |
| – |                                                       | Ngô Đình Diệm (1901–1963) | 30 kwietnia 1955 | 26 października 1955 | Personalistyczna Partia Rewolucyjna Pracy |

### Premierzy
| # | Portret | Imię i nazwisko                 | Kadencja         | Kadencja             | Partia polityczna                         |
| # | Portret | Imię i nazwisko                 | Od               | Do                   | Partia polityczna                         |
| - | ------- | ------------------------------- | ---------------- | -------------------- | ----------------------------------------- |
| 1 |         | Bảo Đại (1913–1997)             | 14 czerwca 1949  | 21 stycznia 1950     | bezpartyjny                               |
| 2 |         | Nguyễn Phan Long (1888–1960)    | 21 stycznia 1950 | 26 kwietnia 1950     | Partia Konstytucyjna                      |
| 3 |         | Trần Văn Hữu (1896–1984)        | 7 kwietnia 1950  | 6 czerwca 1952       | bezpartyjny                               |
| 4 |         | Nguyễn Văn Tâm (1893–1990)      | 6 czerwca 1952   | 17 grudnia 1953      | Wietnamska Partia Narodowa                |
| 5 |         | Nguyễn Phúc Bửu Lộc (1914–1990) | 12 stycznia 1954 | 16 czerwca 1954      | bezpartyjny                               |
| – |         | Phan Huy Quát (1911–1979)       | 16 czerwca 1954  | 26 czerwca 1954      | bezpartyjny                               |
| 6 |         | Ngô Đình Diệm (1901–1963)       | 26 czerwca 1954  | 26 października 1955 | Personalistyczna Partia Rewolucyjna Pracy |

## Republika Wietnamu (Wietnam Południowy) (26 października 1955 – 30 kwietnia 1975)

### Prezydenci
| # | Portret                                               | Imię i nazwisko                                                        | Kadencja             | Kadencja             | Partia polityczna                         |
| # | Portret                                               | Imię i nazwisko                                                        | Od                   | Do                   | Partia polityczna                         |
| - | ----------------------------------------------------- | ---------------------------------------------------------------------- | -------------------- | -------------------- | ----------------------------------------- |
| 1 | A man with a thick beard wearing traditional clothing | Ngô Đình Diệm (1901–1963)                                              | 26 października 1955 | 2 listopada 1963†    | Personalistyczna Partia Rewolucyjna Pracy |
| – |                                                       | Dương Văn Minh (1916–2001)                                             | 2 listopada 1963     | 30 stycznia 1964     | wojskowy                                  |
| – |                                                       | Nguyễn Khánh (1927–2013)                                               | 30 stycznia 1964     | 8 lutego 1964        | wojskowy                                  |
| – |                                                       | Dương Văn Minh (1916–2001)                                             | 8 lutego 1964        | 16 marca 1964        | wojskowy                                  |
| – |                                                       | Nguyễn Khánh (1927–2013)                                               | 16 marca 1964        | 27 sierpnia 1964     | wojskowy                                  |
| – |                                                       | Komitet Tymczasowy Skład: Dương Văn Minh Nguyễn Khánh Trần Thiện Khiêm | 27 sierpnia 1964     | 8 września 1964      | –                                         |
| – |                                                       | Dương Văn Minh (1916–2001)                                             | 8 września 1964      | 26 października 1964 | wojskowy                                  |
| – |                                                       | Phan Khắc Sửu (1893–1970)                                              | 26 października 1964 | 14 czerwca 1965      | bezpartyjny                               |
| 2 |                                                       | Nguyễn Văn Thiệu(1923–2001)                                            | 14 czerwca 1965      | 21 kwietnia 1975     | Personalistyczna Partia Rewolucyjna Pracy |
| 3 |                                                       | Trần Văn Hương (1902–1982)                                             | 21 kwietnia 1975     | 28 kwietnia 1975     | Personalistyczna Partia Rewolucyjna Pracy |
| 4 |                                                       | Dương Văn Minh (1916–2001)                                             | 28 kwietnia 1975     | 30 kwietnia 1975     | wojskowy                                  |

### Premierzy
| #                                                                     | Portret | Imię i nazwisko              | Kadencja             | Kadencja             | Partia polityczna                  |
| #                                                                     | Portret | Imię i nazwisko              | Od                   | Do                   | Partia polityczna                  |
| --------------------------------------------------------------------- | ------- | ---------------------------- | -------------------- | -------------------- | ---------------------------------- |
| Urząd zniesiony w okresie od 26 października 1955 do 4 listopada 1964 |         |                              |                      |                      |                                    |
| 1                                                                     |         | Nguyễn Ngọc Thơ (1908–1976)  | 4 listopada 1963     | 30 stycznia 1964     | bezpartyjny                        |
| 2                                                                     |         | Nguyễn Khánh (1927–2013)     | 8 lutego 1964        | 29 sierpnia 1964     | wojskowy                           |
| –                                                                     |         | Nguyễn Xuân Oánh (1921–2003) | 29 sierpnia 1964     | 3 września 1964      | bezpartyjny                        |
| (2)                                                                   |         | Nguyễn Khánh (1927–2013)     | 3 września 1964      | 4 listopada 1964     | wojskowy                           |
| 3                                                                     |         | Trần Văn Hương (1902–1982)   | 4 listopada 1964     | 28 stycznia 1965     | bezpartyjny                        |
| –                                                                     |         | Nguyễn Xuân Oánh (1921–2003) | 28 stycznia 1965     | 15 lutego 1965       | bezpartyjny                        |
| 4                                                                     |         | Phan Huy Quát (1911–1979)    | 16 lutego 1965       | 8 czerwca 1965       | Wietnamska Partia Narodowa         |
| 5                                                                     |         | Nguyễn Cao Kỳ (1930–2011)    | 19 czerwca 1965      | 31 października 1967 | wojskowy                           |
| 6                                                                     |         | Nguyễn Văn Lộc (1922–1992)   | 31 października 1967 | 17 maja 1968         | bezpartyjny                        |
| (3)                                                                   |         | Trần Văn Hương (1902–1982)   | 28 maja 1968         | 1 września 1969      | bezpartyjny                        |
| 7                                                                     |         | Trần Thiện Khiêm (1925–2021) | 1 września 1969      | 4 kwietnia 1975      | Narodowy Front Socjaldemokratyczny |
| 8                                                                     |         | Nguyễn Bá Cẩn (1930–2009)    | 4 kwietnia 1975      | 24 kwietnia 1975     | Narodowy Front Socjaldemokratyczny |
| 9                                                                     |         | Vũ Văn Mẫu (1914–1998)       | 28 kwietnia 1975     | 30 kwietnia 1975     | bezpartyjny                        |

## Republika Wietnamu Południowego (30 kwietnia 1975 – 2 lipca 1976)

### Prezydent
|   | Portret | Imię i nazwisko            | Objęcie urzędu   | Złożenie urzędu | Partia polityczna                               |
| 1 |         | Huỳnh Tấn Phát (1913–1989) | 30 kwietnia 1975 | 2 lipca 1976    | Narodowowyzwoleńczy Front Południowego Wietnamu |

### Premier
|   |  | Imię i nazwisko            | Objęcie urzędu   | Złożenie urzędu | Partia polityczna                               |
| 1 |  | Nguyễn Hữu Thọ (1910–1996) | 30 kwietnia 1975 | 2 lipca 1976    | Narodowowyzwoleńczy Front Południowego Wietnamu |

## Źródła
- Vietnam. www.rulers.org. [dostęp 2024-12-25]. (ang.).